# Gérard Grizzetti
Gérard Grizzetti (* 20. November 1943 in Aubervilliers) ist ein vormaliger französischer Fußballspieler.

## Sportlicher Werdegang
Grizzetti entstammt der Jugend der CA Paris, für die er während der Spielzeit 1961/62 in der Division 2 debütierte. 1962 wechselte er zum Erstdivisionär Racing Paris, mit dem er am Ende der Spielzeit 1961/62 nur aufgrund des schlechteren Torquotienten gegenüber dem punktgleichen Spitzenreiter Stade Reims Vizemeister wurde. Zwei Jahre später verpasste er mit dem Klub in der Relegationsrunde hinter dem Lokalrivalen Stade Français und dem punktgleichen SC Toulon erneut aufgrund des Torquotienten den Klassenerhalt. Im Sommer 1966 schloss sich der Zweitligist mit dem Erstligisten UA Sedan-Torcy zusammen, um als Racing Paris-Sedan wieder in der obersten Spielklasse anzutreten.
Grizzetti verließ den Klub im Zuge der Fusion in Richtung AS Monaco. Nach einer Spielzeit in der Division 1 zog er jedoch zur AS Angoulême in die Zweitklassigkeit weiter. Hier erzielte er 55 Saisontore in der Spielzeit 1968/69 und stellte damit als Torschützenkönig einen Allzeit-Rekord − die bisherige Bestleistung hatte bis dato Jean Nicolas mit einem Tor weniger gehalten − für den französischen Profifußball auf. Als Vizemeister hinter dem SCO Angers musste der Klub jedoch in die Relegation, Grizzettis Mannschaft setzte sich dort gegen seinen Ex-Klub AS Monaco durch. Als Tabellenvierter der Erstliga-Spielzeit 1969/70 gelang anschließend die beste Platzierung der Vereinsgeschichte – Grizzetti hatte dabei 15 Saisontore erzielt – und am Ende der Spielzeit 1971/72 folgte der Wiederabstieg. In der Division 2 beendete Grizzetti später seine aktive Laufbahn, während der er 1971 kurzzeitig auch interimistisch als Spielertrainer agiert hatte.